# Пиобези Торинезе
Пио̀бези Торинѐзе (на италиански: Piobesi Torinese; на пиемонтски: Piòbes, Пиобез) е малко градче и община в Метрополен град Торино, регион Пиемонт, Северна Италия. Разположено е на 233 m надморска височина. Към 1 януари 2020 г. населението на общината е 3856 души, от които 143 са чужди граждани.